# Exhale (Shoop Shoop)
"Exhale (Shoop Shoop)" é uma canção da cantora norte-americana de música pop e rhythm and blues (R&B) Whitney Houston para a trilha sonora do filme Waiting to Exhale. Foi lançada como o primeiro single do álbum em 7 de Novembro de 1995 pela editora discográfica Arista Records em formato físico e disco de vinil de 12 polegadas. Foi escrita e produzida por Babyface, sendo uma balada de R&B composta por uma tonalidade de dó maior, e liricamente, a canção fala sobre crescer e aprender a fazer as coisas por conta própria. "Exhale" recebeu opiniões positivas dos críticos de música contemporânea, e muitos destes observaram uma maturidade no vocal de Houston.
Nos Estados Unidos, tornou-se no terceiro single a estrear no topo da tabela musical Billboard Hot 100 na história da revista Billboard, e foi o décimo primeiro número um de Houston. Mais tarde, recebeu o certificado de disco de platina pela Recording Industry Association of America (RIAA) pela venda de um milhão de cópias. A canção também alcançou o número um na tabela de singles do Canadá, e se posicionou entre as dez melhores na Finlândia, nos Países Baixos, na Nova Zelândia e na Suécia. Além disso, entrou nas vinte melhores colocações das tabelas da Austrália, da Áustria, da Bélgica, da Irlanda, da Noruega, da Suíça e do Reino Unido. Na trigésima nona cerimónia anual dos Grammy Awards, realizada em 26 de Fevereiro de 1997, "Exhale (Shoop Shoop)" recebeu quatro nomeações, vencendo a categoria "Melhor Canção de R&B". A música também venceu quatro prémios nos Soul Train Music Awards.
O vídeo musical para a canção foi dirigido por Forest Whitaker, e exibe cenas de Whitney misturadas com cenas do filme. A artista cantou a música na trigésima nona cerimónia dos Grammy Awards e no especial do canal por assinatura HBO, Classic Whitney Live from Washington, D.C., em Outubro de 1997. Foi incluída na lista de faixas de três digressões da intérprete e nas datas de vários outros concertos. "Exhale (Shoop Shoop)" também é destaque em três álbuns de compilação de Houston: Whitney: The Greatest Hits (2000), Love, Whitney (2001), The Ultimate Collection (2007) e The Essential Whitney Houston (2011).

## Antecedentes e lançamento
Em 1994, Houston assinou com o estúdio de filmes 20th Century Fox para interpretar o papel de Savannah Jackson no filme Waiting to Exhale, adaptação do romance de mesmo nome de Terry McMillan. Inicialmente, ela não tinha interesse em gravar músicas para a banda sonora do filme, pois ela queria se concentrar apenas em sua actuação. O director do filme, Forest Whitaker, contratou Kenneth "Babyface" Edmonds para compor a banda sonora. Embora Babyface tenha visitado o estúdio do filme e tentado convencê-la, Houston estava determinada a não gravar músicas para a banda sonora. Ela concordou em gravar musicas para o filme, após Babyface ter mostrado a ela uma das músicas que compôs, que ela gostou.
| “ | Quando Whitney ouviu pela primeira vez a canção, ela achou que não deveria gravar, eu não poderia inventar mais palavras. E, na verdade, ela estava certa. Eu não conseguia pensar em nada para compor esta parte. Parecia que nada se encaixava. Mas eu sabia que não daria certo sem vocais, então comecei a cantarolar junto com o ritmo e foi isso que aconteceu. O shoops veio. Mas senti tão bem, eu pensei 'Por que não?' Ele não tem que significar alguma coisa | ” |

Babyface produziu a canção, e esta foi lançada como o single da banda sonora de Waiting to Exhale em 7 de Novembro de 1995, através da editora discográfica Arista Records. O lado B do single contém quatro músicas: "Dancin' on the Smooth Edge", que foi inicialmente incluída como lado B de "All the Man That I Need" (1991), "Moment of Truth" , "Do You Hear What I Hear", que a cantora gravou para o álbum de compilação A Very Special Christmas (1987), e seu dueto com Aretha Franklin, "It Isn't, It Wasn't, It Ain't Never Gonna Be" (1989). "Exhale (Shoop Shoop)" foi incluída em quatro álbuns de compilação da artista: The Greatest Hits (2000), Love, Whitney (2001), The Ultimate Collection (2007) e The Essential Whitney Houston (2011).

## Composição
"Exhale (Shoop Shoop)" é uma balada de rhythm and blues (R&B),. escrita na tonalidade de dó maior por Kenneth "Babyface" Edmonds para a cantora norte-americana Whitney Houston. A canção é definida no compasso de tempo comum, no ritmo moderado de 120 batidas por minuto. Segue uma sequência básica de Fá(9)]]–Dó/Mi–Ré m7–Dó na progressão harmónica ao longo da faixa, e a extensão dos vocais de Houston vão de uma oitava e uma quinta, a partir da nota baixa de Sol3 com a nota elevada de Mi5 A instrumentação da canção inclui sinos calmos e cordas, e todo o arranjo é suave. De acordo com Steve Knopper, do Newsday, os sinos electrónicos são semelhantes a sinos de Natal, e o ad libitum "shoo-pay" de Houston durante o refrão. O refrão repete a frase "shoop shoop".
De acordo com Bronson, a canção resume a filosofia do filme. Sua opinião foi um eco para Ted Cox, autor do livro Whitney Houston, que observou que a qualidade calma da música encaixou perfeitamente com o humor e a textura do filme. Ele descreveu que a música tem um "encaixe lento" que apresenta o canto mais relaxado da carreira de Houston. The Miami Herald descreveu a canção como um modelo "refinado, soul music descontraída", e Kyle Anderson da MTV descreveu como uma "suave aperto" com um "encaixe louco-envolvente". Descrevendo a instrumentação como "seda", Larry Flick da Billboard escreveu que o desempenho do Houston foi mais soulful do que antes, com muito mais "corais vocais". Stephen Holden do The New York Times comentou que a canção é uma reminiscência dos grupo femininos dos anos 60, e os versos falam sobre crescer e aprender a fazer as coisas sozinho.

## Vídeo musical

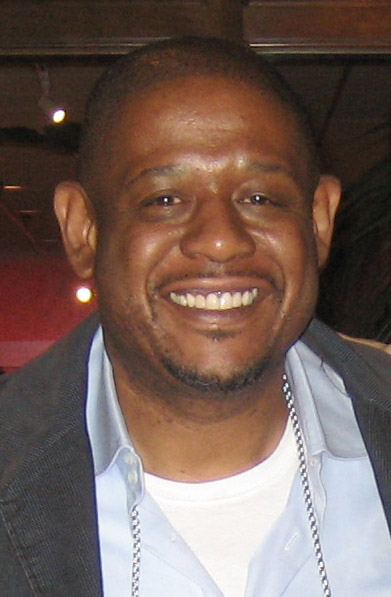
alt =The face of an African-American male. He is wearing a gray coat and a white undershirt, and is smiling at the camera.

O vídeo musical de "Exhale (Shoop Shoop)" foi dirigido por Forest Whitaker, que também dirigiu
Waiting to Exhale. O vídeo foca principalmente nos close-ups de Houston, usando uma touca pequena enquanto ela canta. Cenas do filme são colocadas entre o vídeo. Em um Making of de "Exhale (Shoop Shoop)", que foi ao ar no canal japonês de televisão transmitido por satélite NHK-BS2, Houston, explicou:
| “ | Eu queria que ele [Whittaker] para fazer o vídeo. E ele disse 'sim'. Eu disse 'você tem certeza que pode? Porque você tem tanta coisa para fazer. Ele disse: 'Eu acho que eu posso fazer isso.' Eu meio que estava com medo, porque eu sabia que ele estava trabalhando muito. | ” |

De acordo com Houston, a canção foi direta, e ela queria que o vídeo também fosse direto e se concentrasse no seu rosto e na sua letra. Whittaker também expressou a mesma opinião sobre a canção. Ele disse: "Eu vi o vídeo [...] É como se ela tivesse alguma coisa, você sabe, as pessoas dizem que eu aumento os carismas, você sabe, todos comentam. É lindo, [...] é mágico, é espirituoso." O vídeo foi ao ar pela MTV em 10 de outubro de 1995. De acordo com Marla Shelton, um escritor para Camera Obscura, um jornal do feminismo e teoria do cinema ", a originalidade do conceito de vídeo pára com o estilo do cabelo de Houston como sua simplicidade gritante ressalta a política do" estreito e apertado "do filme". Quando o filme foi lançado, o vídeo foi mostrado como um trailer antes do início dos filmes em 450 telas Geral Cinema em alguns dos principais mercados de mídia dos EUA.

## Faixas e formatos
A versão física de "Exhale (Shoop Shoop)" foi lançada primeiramente nos Estados Unidos e Japão, respectivamente em versão 12" single, CD single e Maxi-CD single, contendo a faixa da música com duração de três minutos e vinte e cinco segundos, além de ter incluído faixas inéditas, sendo uma delas com Aretha Franklin. A canção foi lançada na Europa em versões mais compactadas, em formato CD single e Maxi-CD single.
| Estados Unidos - 12", CD single (primeira versão)/Japão - Maxi CD single |                                                                      |                                   |                       |         |  |
| N.º                                                                      | Título                                                               | Compositor(es)                    | Produtor(es)          | Duração |  |
| 1.                                                                       | "Exhale (Shoop Shoop)"                                               | Kenneth Brian Edmons              | Babyface              | 3:25    |  |
| 2.                                                                       | "Dancin' on the Smooth Edge"                                         | David Lesley, Robbie Long         | Narada Michael Walden | 6:19    |  |
| 3.                                                                       | "Moment of Truth"                                                    | David Paul Bryant, Jan Buckingham | N. M. Walden          | 4:40    |  |
| 4.                                                                       | "Do You Hear What I Hear"                                            | Gloria Shayne Baker, Noël Regney  | Jimmy Iovine          | 3:32    |  |
| 5.                                                                       | "It Isn't, It Wasn't, It Ain't Never Gonna Be" (com Aretha Franklin) | Albert Hammond, Diane Warren      | N. M. Walden          | 4:51    |  |

| Estados Unidos - CD single (degunda versão)/Japão - 3" |                              |                           |                       |         |  |
| N.º                                                    | Título                       | Compositor(es)            | Produtor(es)          | Duração |  |
| 1.                                                     | "Exhale (Shoop Shoop)"       | K. B. Edmons              | Babyface              | 3:25    |  |
| 2.                                                     | "Dancin' on the Smooth Edge" | David Lesley, Robbie Long | Narada Michael Walden | 6:19    |  |

| Europa - CD single |                           |                                   |                       |         |  |
| N.º                | Título                    | Compositor(es)                    | Produtor(es)          | Duração |  |
| 1.                 | "Exhale (Shoop Shoop)"    | Babyface                          | Babyface              | 3:25    |  |
| 2.                 | "Do You Hear What I Hear" | Gloria Shayne Baker, Noël Regney  | Jimmy Iovine          | 3:32    |  |
| 3.                 | "Moment of Truth"         | David Paul Bryant, Jan Buckingham | Narada Michael Walden | 4:40    |  |

| Europa - Maxi-CD single |                                                                      |                              |                       |         |  |
| N.º                     | Título                                                               | Compositor(es)               | Produtor(es)          | Duração |  |
| 1.                      | "Exhale (Shoop Shoop)"                                               | Babyface                     | Babyface              | 3:25    |  |
| 2.                      | "Dancin' on the Smooth Edge"                                         | David Lesley, Robbie Long    | Narada Michael Walden | 6:19    |  |
| 3.                      | "It Isn't, It Wasn't, It Ain't Never Gonna Be" (com Aretha Franklin) | Albert Hammond, Diane Warren | Narada Michael Walden | 4:51    |  |

## Créditos
Créditos retirados do CD single de "Exhale (Shoop Shoop)".
- Whitney Houston - vocais
- Babyface - composição, produção

## Desempenho nas tabelas musicais
"Exhale (Shoop Shoop)" estreou no topo da Billboard Hot 100 nos Estados Unidos, RPM no Canadá e do AFYVE na Espanha.
| País - Tabela musical (1995-1996)                  | Melhor posição |
| -------------------------------------------------- | -------------- |
| Alemanha - Media Control Charts                    | 26             |
| Austrália - ARIA Charts                            | 18             |
| Áustria - Ö3 Austria Top 75                        | 15             |
| Bélgica (Flandres) - Ultratop 50                   | 22             |
| Bélgica (Valônia) - Ultratop 40                    | 16             |
| Canadá - RPM                                       | 1              |
| Espanha - AFYVE                                    | 1              |
| Estados Unidos - Billboard Hot 100                 | 1              |
| Estados Unidos - Hot R&B/Hip-Hop Songs (Billboard) | 1              |
| Estados Unidos - Adult Contemporary (Billboard)    | 5              |
| Finlândia - Suomen virallinen lista                | 6              |
| França - SNEP                                      | 23             |
| Irlanda - IRMA                                     | 16             |
| Japão - Oricon                                     | 61             |
| Nigéria - VG-lista                                 | 14             |
| Nova Zelândia - RIANZ                              | 4              |
| Países Baixos - Dutch Top 40                       | 7              |
| Reino Unido - UK Singles Chart                     | 11             |
| Suécia - Sverigetopplistan                         | 10             |
| Suíça - Swiss Albums Chart                         | 13             |

| País - Tabela musical (1995)                       | Posição |
| -------------------------------------------------- | ------- |
| Bélgica - Ultratop (Valônia)                       | 97      |
| Suécia - Sverigetopplistan                         | 87      |
| Parada Musical (1996)                              | Posição |
| Canadá - RPM                                       | 20      |
| Estados Unidos - Billboard Hot 100                 | 14      |
| Estados Unidos - Hot R&B/Hip-Hop Songs (Billboard) | 18      |
| Estados Unidos - Adult Contemporary (Billboard)    | 5       |
| Países Baixos - Dutch Top 40                       | 79      |

| País - Tabela musical (1990–1999)  | Posição |
| ---------------------------------- | ------- |
| Estados Unidos - Billboard Hot 100 | 52      |

| País                  | Certificação | Vendas    |
| --------------------- | ------------ | --------- |
| Estados Unidos - RIAA | Platina      | 1,000,000 |